# Giuliana Olmos
Giuliana Marion Olmos Dick (n. 4 martie 1993, Schwarzach⁠(d), Vorarlberg, Austria) este o jucătoare mexicană de tenis. Cea mai înaltă poziție în clasamentul WTA la dublu este locul 24 mondial, atins la 16 august 2021. La simplu, locul 343 mondial, atins la 4 martie 2019.  Ea a câștigat trei titluri de dublu în Turul WTA, precum și patru titluri de simplu și 11 titluri de dublu pe Circuitul ITF. A devenit prima jucătoare mexicană din Era Open care a ajuns în finala unui turneu WTA la Monterrey Open 2018. În 2019, ea a devenit prima jucătoare mexicană care a câștigat un titlu WTA, luând coroana la dublu la Nottingham Open. În 2020, ea a devenit prima mexicană care a câștigat Mexican Open, alături de partenera sa Desirae Krawczyk.